# Storey Motors

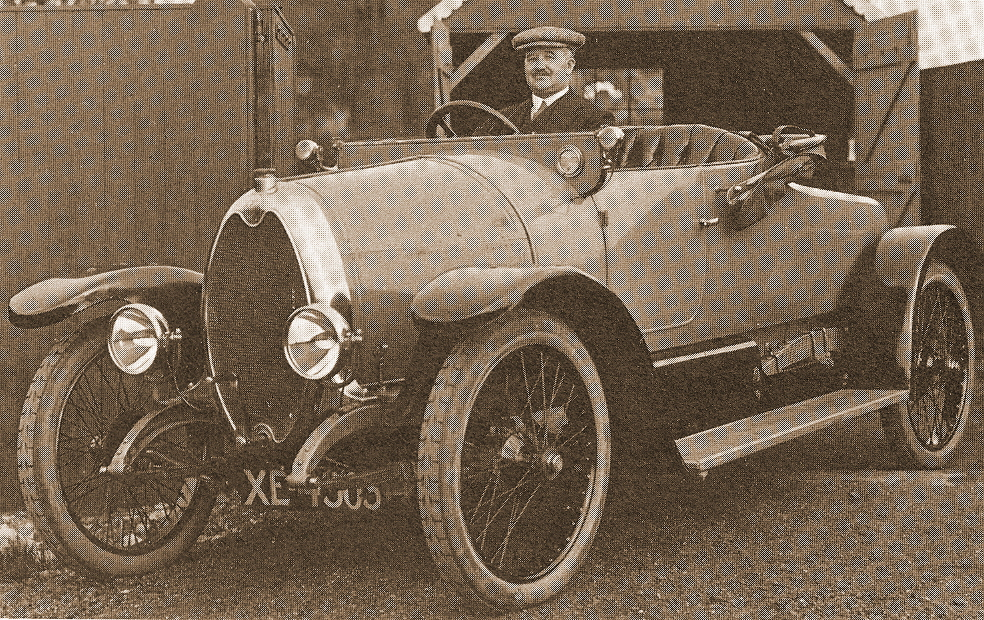
Storey 14 hp (1920)

Storey Motors war ein britischer Automobilhersteller, der von 1919 bis 1929 im Clapham Park in London ansässig war. Dort entstanden Wagen der Mittelklasse.
1919 wurde der 14 hp, ein offener, zweisitziger Tourenwagen, herausgebracht. Er besaß einen seitengesteuerten Vierzylinder-Reihenmotor mit 2,3 l Hubraum. Ihm zur Seite wurde der etwas größere 20 hp, ebenfalls ein Vierzylinder, aber mit 3,0 l Hubraum, gestellt. Beide Modelle wurden bis 1920 gebaut.
1920 kamen drei neue Vierzylindermodelle heraus: Der 10/12 hp bot 1,3 l Hubraum und 18 bhp (13,2 kW) bei einem Radstand von 2997 mm, der 15.9 hp 2,8 l Hubraum und 35 bhp (26 kW) bei einem Radstand von 3150 mm und der 20 hp 3,8 l Hubraum und 47 bhp (34,5 kW) auf dem gleichen Fahrgestell. Die Karosserien bezog das Unternehmen ausschließlich von der Thames Motor Body and Engineering Company.
1921 geriet die Gesellschaft in Konkurs und wurde erst 1925 wiedergegründet. Man fertigte wieder drei Modelle: Der kleine 10/25 hp hatte 1,5 l Hubraum und einen Radstand von 2591 mm, der mittlere 14/40 hp 2,1 l Hubraum und einen Radstand von 3200 mm. Beides waren Vierzylinder. Das Spitzenmodell 17/70 hp hatte einen Sechszylinder-Reihenmotor mit 2,7 l Hubraum und war auf dem gleichen Fahrgestell wie das mittlere Modell aufgebaut.
Diese drei Modelle wurden bis 1929 gebaut. Dann geriet die Firma erneut – diesmal endgültig – in Konkurs.

## Modelle
| Modell   | Bauzeitraum | Zylinder | Hubraum  | Leistung         | Radstand |
| -------- | ----------- | -------- | -------- | ---------------- | -------- |
| 14 hp    | 1919–1920   | 4 Reihe  | 2297 cm³ |                  |          |
| 20 hp    | 1919–1920   | 4 Reihe  | 2986 cm³ |                  |          |
| 10/12 hp | 1920        | 4 Reihe  | 1327 cm³ | 18 bhp (13,2 kW) | 2997 mm  |
| 15,9 hp  | 1920        | 4 Reihe  | 2815 cm³ | 35 bhp (26 kW)   | 3150 mm  |
| 20 hp    | 1920        | 4 Reihe  | 3817 cm³ | 47 bhp (34,5 kW) | 3150 mm  |
| 10/25 hp | 1925–1929   | 4 Reihe  | 1496 cm³ |                  | 2591 mm  |
| 14/40 hp | 1925–1929   | 4 Reihe  | 2121 cm³ |                  | 3200 mm  |
| 17/70 hp | 1925–1929   | 6 Reihe  | 2692 cm³ |                  | 3200 mm  |